# V362 Возничего
V362 Возничего (лат. V362 Aurigae), HD 35601 — двойная звезда в созвездии Возничего на расстоянии (вычисленном из значения параллакса) приблизительно 9848 световых лет (около 3019 парсеков) от Солнца. Видимая звёздная величина звезды — от +7,73m до +7,29m.

## Характеристики
Первый компонент — красный сверхгигант, пульсирующая медленная неправильная переменная звезда (LC) спектрального класса M1,5Iab-Ib, или M1, или K5. Масса — около 16,857 солнечных, радиус — около 1036,916 солнечных, светимость — около 4032,55 солнечных. Эффективная температура — около 3471 K.
Второй компонент — красный карлик спектрального класса M. Масса — около 355,21 юпитерианских (0,3391 солнечной). Удалён на 3,835 а.е..